# Parthenicus obsoletus
Parthenicus obsoletus är en insektsart som beskrevs av Knight 1968. Parthenicus obsoletus ingår i släktet Parthenicus och familjen ängsskinnbaggar. Inga underarter finns listade i Catalogue of Life.